# Fred Hoyle
Fred Hoyle, Kt. FRS (Bingley, 24 de junho de 1915 – Bournemouth, 20 de agosto de 2001) foi um astrônomo britânico que formulou a teoria sobre a nucleossíntese estelar. 
É também conhecido por suas posições controversas e opiniões impopulares sobre outros tópicos científicos, em especial por sua rejeição à Teoria do Big Bang, termo que cunhou em uma entrevista para a rádio BBC e pela promoção da panspermia como sendo a origem da vida na Terra. Hoyle também foi escritor de ficção científica, contos e peças para o rádio, tendo co-escrito doze livros com seu filho, Geoffrey Hoyle. Trabalhou boa parte da vida no Instituto de Astronomia da Universidade de Cambridge, de que foi diretor por seis anos.

## Biografia
Hoyle nasceu perto de Bingley em Gilstead, condado de Yorkshire, em 1915. Seu pai, Ben Hoyle, era violinista e trabalhou como comerciante de lã em Bradford, tendo sido operador de metralhadora por três anos durante a Primeira Guerra Mundial. Sua mãe, Mabel Pickard, estudou música no Royal College of Music, em Londres, antes de trabalhar como pianista em cinemas para poder sustentar a família, já que o soldo de Ben no Exército era insuficiente.
Na década de 1920, a família vivia com pouco dinheiro. Sua mãe dava aulas de piano e seu pai aulas de violino. Seus pais o encorajavam com a lição de casa e o ajudavam em seus experimentos químicos na pequena cozinha da residência. Inicialmente, Hoyle queria ser químico, mas brincando do lado de fora da casa e nos vales e charnecas perto da escola, ele se sentiu atraído pelas estrelas que via no céu noturno, ficando determinado a descobrir como elas funcionavam um dia.
Hoyle estudou na escola de Bingley e após se formar no ensino médio, estudou matemática no Emmanuel College, pertencente à Universidade de Cambridge. Em 1936, ganhou o Prémio Mayhew, prêmio concedido anualmente pela Faculdade de Matemática da Universidade de Cambridge ao aluno que apresentar maior distinção em matemática aplicada, junto de George Stanley Rushbrooke. No final de 1940, Hoyle deixou Cambridge e foi para Portsmouth, onde trabalhou com pesquisa de radar para o Almirantado Britânico. Foi responsável pelo trabalho de encontrar maneiras de despistar armas como aquelas usadas no navio Admiral Graf Spee, da Kriegsmarine. O projeto de radar do Almirantado Britânico empregou mais profissionais que o Projeto Manhattan e, provavelmente, foi a inspiração para um projeto maior descrito em seu primeiro livro de ficção científica, A Nuvem Negra.
O projeto britânico do radar gerou várias discussões sobre cosmologias. O governo pagava viagens para os Estados Unidos, onde Hoyle teve a oportunidade de visitar e conhecer astrônomos. Em uma dessas viagens, ele aprendeu sobre as supernovas na Caltech e no Observatório Palomar. No Canadá teve a oportunidade de trabalhar com a física nuclear e a implosão e explosão do plutônio, notando similaridades entre os dois e pensando a respeito na nucleossíntese das supernovas.
Com o fim da guerra, em 1945, Hoyle voltou para Cambridge, como professor assistente no St John's College. Em seus anos na universidade, de 1945 a 1973, ele viu o crescimento da ciência astrofísica e o florescimento de novas ideias e novos tópicos. Em 1958, ele foi indicado como diretor do Instituto de Astronomia Teórica, hoje o Instituto de Astronomia de Cambridge, onde tornou a instituição um dos melhores locais para o estudo e promoção da astrofísica.

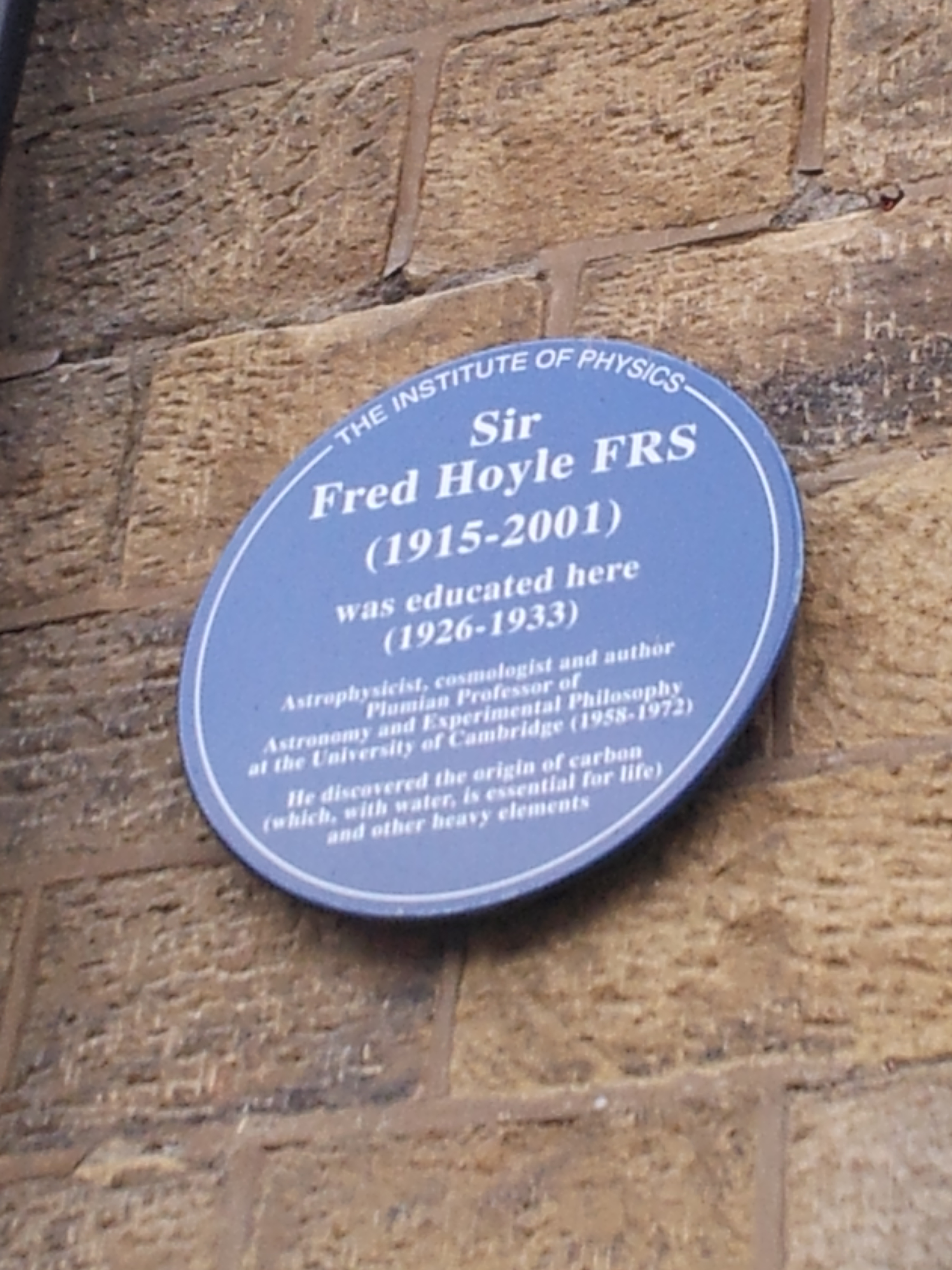
Placa em sua homenagem na escola de Bingley, onde Hoyle estudou

Em 1971, ele foi convidado a palestrar no Instituto de Engenheiros e Construtores Navais, na Escócia, onde falou sobre instrumentos astronômicos e sua construção. Foi nomeado cavaleiro da Coroa Britânica em 1972. em 1973, porém Hoyle se demitiu de seu cargo de professor e diretor do Instituto de Astronomia, ficando sem salário, conexões científica e influência no meio.
Após sua saída de Cambridge, Hoyle escreveu vários livros de divulgação científica e de ficção científica, além de palestrar em universidades pelo mundo. Parte de tal trabalho estava relacionado a dinheiro e meios para se sustentar e à família. 

## Últimos anos e morte
Após sua demissão, Hoyle se mudou para a região de Lake District, onde passava o tempo caminhando pelos vales, escrevendo livros, visitando centros de pesquisa pelo mundo e trabalhando em ideias científicas que se tornaram universalmente rejeitadas. Em 24 de novembro de 1997, após fazer uma trilha pelos morros de Yorkshire, próximo à sua cidade natal, Hoyle caiu em uma ravina profunda chamada Shipley Glen. Ao não retornar para casa, a família pediu ajuda e ele foi encontrado 12 horas depois por cães farejadores.
Hoyle ficou dois meses internado devido à uma pneumonia e problemas renais causados pela hipotermia, bem como devido a um ombro quebrado na queda. Depois disso, sua saúde ficou bastante debilitada. Ele começou a ter problemas de memória e de cognição. Em 2001, ele começou a sofrer com vários AVCs. Um AVC seria fatal e ele morreu em 20 de agosto de 2001, em Bournemouth, aos 86 anos.

## Carreira científica

### Contribuição à cosmogonia
Uma antiga publicação de Hoyle faz um uso interessante do Princípio antrópico. Tentando descobrir o funcionamento da nucleossíntese estelar, ele observou que uma reação nuclear particular, o processo triplo-alfa, que gerou o carbono, requereria que o núcleo do carbono tivesse uma energia bem específica para ocorrer. A grande quantidade de carbono no universo, que torna a vida tal como a conhecemos possível, demonstrou que essa reação nuclear tinha que funcionar. Baseado nessa noção, ele previu os níveis de energia do núcleo do carbono que foram mais tarde comprovados em laboratório.
Seu colaborador, William Alfred Fowler, foi laureado com o Nobel de Física de 1983 (com Subrahmanyan Chandrasekhar), mas por alguma razão a contribuição original de Hoyle não foi levada em conta, e muitos ficaram surpresos que um astrônomo tão notável jamais recebesse o prêmio. O próprio Fowler, em um esboço autobiográfico ressaltou os esforços pioneiros de Hoyle:
| “ | O conceito de nucleossíntese nas estrelas foi estabelecido primeiramente por Hoyle em 1946. Isso forneceu uma explicação para a existência de elementos mais pesados que o hélio no universo, basicamente mostrando que elementos críticos como o carbono poderiam ser produzidos nas estrelas e mais tarde incorporados em outras estrelas e planetas quando a estrela "morre". As novas estrelas formadas recentemente já são formadas com esses elementos pesados, e elementos ainda mais pesados são formados a partir deles. Hoyle estabeleceu a teoria de que outros elementos raros podiam ser explicados por supernovas, as explosões gigantes que ocorrem ocasionalmente no universo, cujas temperaturas e pressões seriam requeridas para criar tais elementos. | ” |

## Rejeição do Big Bang
Hoyle, após a descoberta da expansão do universo por Edwin Hubble, discordou da sua interpretação: Hoyle (com Thomas Gold e Hermann Bondi, com quem ele trabalhara no campo de radares na Segunda Guerra Mundial) apoiou a teoria de um "Universo estacionário". A teoria tentou explicar como o universo poderia ser eterno e essencialmente imutável ainda que apresentando galáxias que se afastam umas das outras. A teoria apoiava-se na formação de matéria entre as galáxias de tempos em tempos, de modo que mesmo que as galáxias se afastassem umas das outras, novas galáxias que se desenvolviam entre elas enchiam o espaço que elas deixavam vago. O universo resultante está em um "estado estacionário" da mesma maneira que um rio que flui - as moléculas individuais de água movem-se, mas novas aparecem e o rio parece ser imutável.
Essa teoria era a única alternativa séria ao Big Bang que concordava com as observações da época, a saber o desvio para o vermelho das observações de Hubble, e Hoyle foi um forte crítico do Big Bang. Ironicamente, foi ele o responsável pela aparição do termo "Big Bang" em um programa de rádio da BBC, The Nature of Things, enquanto criticava a teoria; o texto foi publicado em 1950.
Hoyle e outros adeptos da teoria do universo estacionário não forneceram nenhuma informação sobre o surgimento espontâneo de matéria, a não ser o postulado da existência de algum tipo de "campo de criação", mas argumentaram que a criação contínua de matéria não era mais inexplicável do que o surgimento de todo o universo do nada, apesar de que essa criação de matéria devesse acontecer de maneira regular. No final, as crescentes evidências observadas convenceram a grande maioria dos cosmologistas que o modelo de estado estacionário era incorreto e que o Big Bang era a teoria que melhor explicava as observações. No entanto, Hoyle agarrou-se à sua teoria, criticando a falta de precisão das observações astronômicas. Em 1993, em uma tentativa de explicar algumas evidências contra o modelo de universo estacionário, ele apresentou uma versão modificada chamada "Cosmologia quase estacionária" ("quasi-steady state cosmology", QSS) ou CEQE, mas a teoria não usufruiu uma grande audiência.
A evidência que resultou na vitória da teoria do Big Bang sobre a teoria do Universo estacionário, pelo menos na mente da maioria dos cosmologistas, incluiu a descoberta da radiação cósmica de fundo em micro-ondas, a distribuição de galáxias "jovens" e quasares no Universo, uma estimativa mais consistente da idade do universo (durante algum tempo, para constrangimento da teoria do Big Bang, as rochas terrestres pareciam ser mais velhas do que a idade estimada do universo) e mais recentemente as observações do satélite COBE, que mostraram que perturbações cruciais no universo inicial permitiam a criação de galáxias.

## Mídia e honras científicas
Hoyle apareceu em uma série de debates no rádio sobre Astronomia para a BBC na década de 1950; estes foram publicados no livro The Nature of the Universe, e ele ainda escreveu algumas outras obras de divulgação científica. Escreveu também livros de ficção científica; um dos mais interessantes é The Black Cloud, onde transpira a ideia de que a maioria da vida inteligente no universo toma a forma de nuvens de gás interestelar, que ficam surpresas de constatar que vida inteligente possa se formar em planetas, e a série televisiva A for Andromeda. Em 1957 foi eleito fellow da Royal Society, e foi enobrecido em 1972.

## Rejeição da evolução química
Nos seus últimos anos, Hoyle tornou-se um feroz crítico de teorias de evolução química para explicar a origem da vida de maneira natural. Com Chandra Wickramasinghe, Hoyle promoveu a teoria de que a vida surgiu no espaço, espalhando-se pelo universo via panspermia, e que a evolução na Terra é dirigida por um fluxo constante de vírus que chegam via cometas.
Em seu livro de 1981/4 Evolution from Space (co-escrito por Chandra Wickramasinghe), ele calculou que a probabilidade de se obter o conjunto de enzimas necessárias para a mais ínfima célula era de uma em 1040 000. Como o número de átomos no universo conhecido é infinitamente menor em comparação (1080), ele argumentou que mesmo um universo inteiro cheio de "sopa primordial" não teria nenhuma chance. Ele disse:
| “ | A noção de que não somente o biopolímero, mas também o programa operativo de uma célula viva possa ter surgido por acaso em uma sopa orgânica primordial aqui na Terra é e evidentemente um absurdo de ordem superior. | ” |

Hoyle comparou o surgimento aleatório da mais simples célula à probabilidade de que "um tornado varrendo um depósito de lixo possa fabricar um Boeing 747 a partir dos materiais lá disponíveis ("a tornado sweeping through a junk-yard might assemble a Boeing 747 from the materials therein."). Hoyle também comparou a probabilidade de se obter até mesmo a mais simples proteína capaz de funcionar a partir da combinação aleatória de aminoácidos à de um sistema solar cheio de homens cegos resolverem o Cubo de Rubik simultaneamente.
Tais analogias têm sido rejeitadas por biólogos como sendo argumentos de desespero. Richard Dawkins, por exemplo, escreveu em The Blind Watchmaker:
| “ | Se ele tivesse dito 'acaso' em vez de 'seleção natural' ele teria tido razão. De fato, eu lamentei ter de expô-lo como uma das várias pessoas que confundem seleção natural e acaso. | ” |

A evolução de sistemas complexos pode ocorrer através de uma escada de "estabilidade estratificada". O químico vencedor do Prêmio Nobel de Química Manfred Eigen (iniciando em 1971 com uma publicação teórica importante) e seus colaboradores consideraram com alguns detalhes como um código genético pode se formar.

## Outras controvérsias
Outras ocasiões em que Hoyle gerou controvérsias incluíram suas dúvidas quanto à autenticidade do fóssil de Archaeopteryx e sua condenação da não-nominação de Jocelyn Bell para o Prêmio Nobel em reconhecimento do desenvolvimento da Radiointerferometria e o papel dela na descoberta de pulsars. Hoyle teve um papel importante na determinação da natureza dos sinais de rádio pulsantes (do pulsar), mas também foi excluído do prêmio. Hoyle teve um sério atrito com Martin Ryle, do Cavendish Radio Astronomy Group, sobre a Teoria do Universo Estacionário, o que restringiu a colaboração entre o Cavendish Radio Astronomy Group e o Instituto de Astronomia durante a década de 1960.
Hoyle, assim como Thomas Gold, defendeu a origem primordial dos hidrocarbonetos naturais (petróleo, gás natural), ou a origem inorgânica do petróleo.
| “ | A sugestão de que o petróleo poderia ter surgido de alguma transformação de peixes esmagados ou detritos biológicos é certamente a mais ridícula noção a ser sustentada por um substancial número de pessoas durante um largo período de tempo. | ” |

## Honrarias
Prêmios
- Prémio Mayhew (1936) com George Stanley Rushbrooke
- Prémio Smith (1938)
- Fellow da Royal Society (Março, 1957)
- Medalha Rittenhouse (1960)[15]
- Prémio Memorial Richtmyer (1964)
- Prémio Kalinga (1967)
- Bakerian Lecture (1968)
- Knighthood (1972)
- Presidente da Royal Astronomical Society (1971–1973)
- Medalha de Ouro da Royal Astronomical Society (1968)[16]
- Medalha Bruce (1970)[17]
- Henry Norris Russell Lectureship (1971)
- Medalha Real (1974)[18]
- Prêmio Klumpke-Roberts da Astronomical Society of the Pacific (1977)
- Prêmio Balzan (1994, com Martin Schwarzschild)
- Prêmio Crafoord da Academia Real das Ciências da Suécia, com Edwin Salpeter (1997)[19]

Nomeado em sua homenagem
- Asteroide 8077 Hoyle
- Janibacter hoylei, espécies de bactérias descobertas pelos cientistas da ISRO

## Publicações

### Ficção
- The Black Cloud, 1957
- Ossian's Ride, 1959
- A for Andromeda, 1962
- Fifth Planet, 1963 (co-escrito por Geoffrey Hoyle)
- Andromeda Breakthrough, 1965 (co-escrito por John Elliott)
- October the First Is Too Late, 1966
- Element 79, 1967
- Rockets in Ursa Major, 1969 (co-escrito por Geoffrey Hoyle)
- Seven Steps to the Sun, 1970 (co-escrito por Geoffrey Hoyle)
- The Inferno, 1973 (co-escrito por Geoffrey Hoyle)
- The Molecule Men and the Monster of Loch Ness, 1973 (co-escrito por Geoffrey Hoyle)
- Into Deepest Space, 1974 (co-escrito por Geoffrey Hoyle)
- The Incandescent Ones, 1977 (co-escrito por Geoffrey Hoyle)
- The Westminster Disaster, 1978 (co-escrito por Geoffrey Hoyle)
- Comet Halley, 1985

### Não-ficção
- Nicolaus Copernicus, Heinemann Educational Books Ltd., Londres, p. 78, 1973
- Astronomy and Cosmology: A Modern Course, 1975, ISBN 0-7167-0351-3
- Energy or Extinction? The case for nuclear energy, 1977, Heinemann Educational Books Limited, ISBN 0-435-54430-6. Nesse livro provocador Hoyle estabelece a dependência da civilização ocidental no consumo de energia e prevê que a fissão nuclear como fonte de energia é essencial para a sua sobrevivência.
- The Intelligent Universe, 1983
- Evolution from Space: A Theory of Cosmic Creationism, 1984, ISBN 0-671-49263-2
- Burbidge, E.M., Burbidge, G.R., Fowler, W.A. and Hoyle, F., Synthesis of the Elements in Stars, Revs. Mod. Physics 29:547–650, 1957, a famosa publicação B²FH com as suas iniciais, pela qual Hoyle é mais famoso entre os cosmologistas profissionais.
- Hoyle, F., The big bang in astronomy, New Scientist 92(1280):527, November 19, 1981.
- Arp, H.C., Burbidge, G., Hoyle, F., Narlikar, J.V. and Wickramasinghe, N.C., The extragalactic universe: an alternative view, Nature 346:807–812, 30 de agosto de 1990.
- Home Is Where the Wind Blows: Chapters from a Cosmologist's Life (autobiography) Oxford University Press 1994, ISBN 0-19-850060-2